# Pa vend
Pa vend (internationaler Titel Displaced, im Französischen auch Déplacé) ist ein Kurzfilm von Samir Karahoda, der im Juli 2021 bei den Internationalen Filmfestspielen von Cannes seine Premiere feierte. Pa vend ist eine Doku-Fiction über den kosovarischen Tischtennisverein Lidhja e Prizrenit und zeigt, wie Jeton Mazreku und Ermegan Kazazi unter der Leitung ihres Trainers Rifat Rifati durch ihre anhaltenden Bemühungen versuchen, den Tischtennissport durch die Förderung einer neuen Generation von Spielern am Leben zu erhalten.

## Handlung
Nach dem Ende des Kosovokrieges konnte der in Prizren im Süden des Kosovo beheimatete Tischtennisclub „Lidhja e Prizrenit“ internationale Erfolge erzielen. Doch das war einmal. Heute müssen sich Jeton Mazreku und Ermegan Kazazi unter der Leitung ihres Trainers Rifat Rifati bemühen, den Tischtennissport in ihrem Land durch die Förderung einer neuen Generation von Spielern am Leben zu erhalten. Die widrigen Umstände zwingen sie jedoch zu zahlreichen Notlösungen, um ihre Tischtennisplatten aufstellten zu können. Leerstehende Garagen und Hochzeitssäle oder eine Schule bieten nur temporären Unterschlupf.

## Produktion
Regie führte Samir Karahoda, der auch das Drehbuch schrieb. Er wurde 1977 in der Stadt Prizren im Süden des Kosovo geboren. 2003 schloss er ein Fotografiestudium an der Mimar Sinan Universität der Schönen Künste in Istanbul ab und arbeitet neben seiner Tätigkeit als Fotograf auch als Kameramann und Dozent. Zudem kuratiert er das Kurzfilmprogramm beim DokuFest in Prizren.

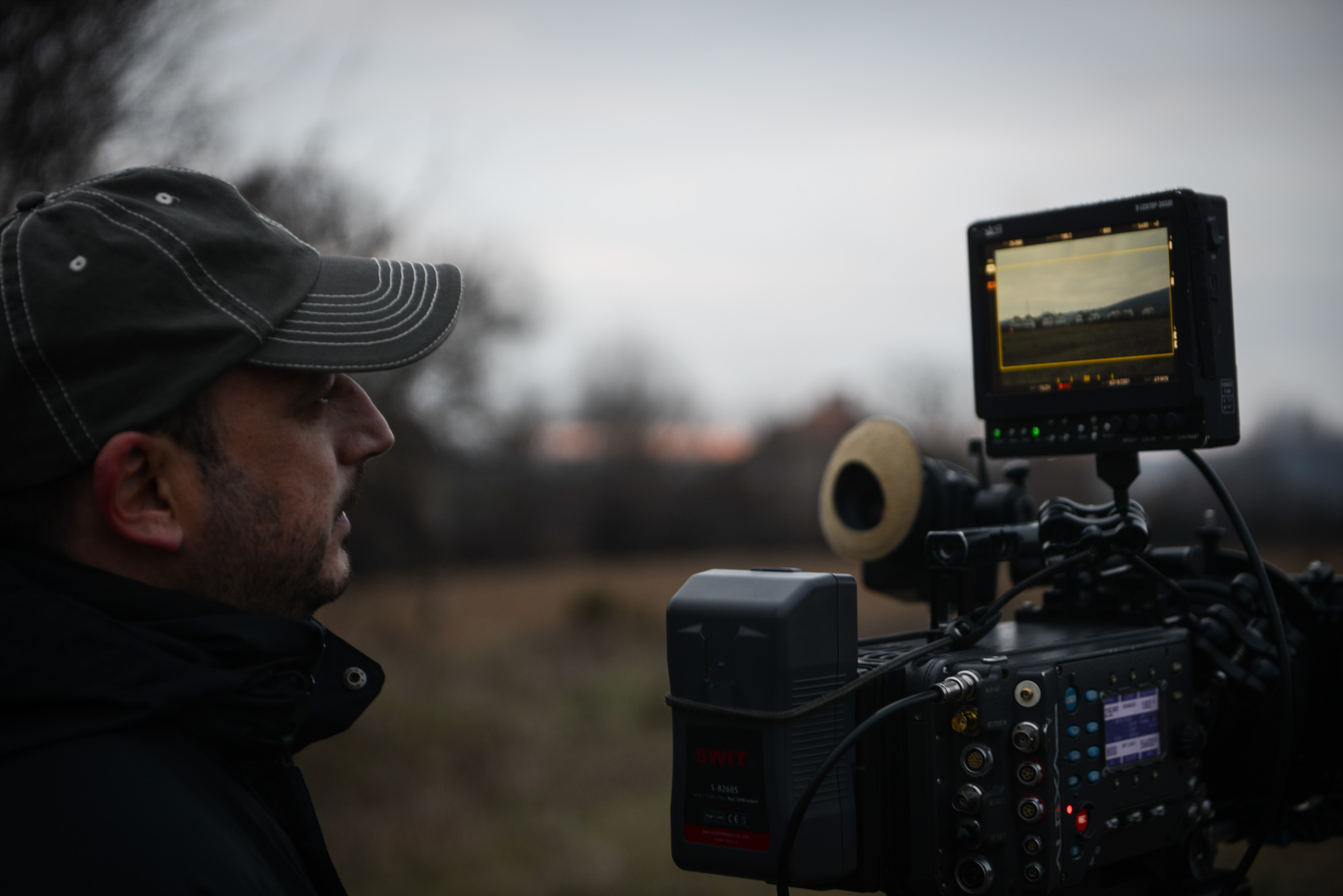
Samir Karahoda bei den Dreharbeiten zu seinem Kurzfilm In Between

Sein Regiedebüt, der Kurzdokumentarfilm In Between (Originaltitel Në Mes), in dem er sich mit der Frage der Entwurzelung der aus ihrer Heimat Kosovo weggegangenen jungen Generation beschäftigt, feierte im Februar 2019 bei den Filmfestspielen in Berlin seine Premiere. Das Drehbuch für seinen zweiten Kurzfilm Pa vend basiert vollständig auf Gesprächen mit Jeton Mazreku und Ermegan Kazazi, mit denen Karahoda befreundet ist. Er hatte von ihnen viele Geschichten gehört und einige davon in den Jahren zwischen 2003 und 2010 sogar miterlebt. Einmal hatten sie mit dem Rektor einer Schule Ärger, der sogar die Schlösser auswechselte, um sie am Zutritt zu hindern. Andernorts wollte man Geld von ihnen, wenn sie ihre Tischtennisplatten aufstellen. Dennoch hatten sie ihre Bemühungen nie aufgegeben. Ein Pfarrer, der ein Tischtennisfan war, stellte ihnen drei Jahre lang den Keller seiner Kirche zur Verfügung, solange sie ihn nicht für andere Dinge nutzten. Wie der Film zeigt, mussten sie zeitweise wirklich in einem Hochzeitssaal trainieren. Die Szene wurde jedoch an einem anderen Ort nachgestellt.
Die Premiere erfolgte am 16. Juli 2021 bei den Internationalen Filmfestspielen von Cannes. Im August 2021 erfolgten Vorstellungen beim Sarajevo Film Festival. Ende Oktober 2021 wurde er bei der Viennale gezeigt und sollte im November 2021 bei den Internationalen Kurzfilmtagen Winterthur vorgestellt werden. Im April 2022 wurde er beim Festival des mittel- und osteuropäischen Films goEast vorgestellt, Ende April, Anfang Mai 2022 im Rahmen des Filmfestivals Crossing Europe und Ende des Monats bei Vienna Shorts. Im Juli 2022 wurde er beim Galway Film Fleadh und beim Jerusalem Film Festival gezeigt. Im November 2022 wird er bei den Internationalen Kurzfilmtagen Winterthur vorgestellt.

## Auszeichnungen
Brussels Short Film Festival 2022
- Nominierung im International Competition[14]

El Gouna Film Festival 2021
- Nominierung für den Golden Star im Kurzfilmwettbewerb (Samir Karahoda)[15]

Europäischer Filmpreis 2021
- Nominierung als Bester Kurzfilm[16]

Hong Kong International Film Festival 2022
- Nominierung im Kurzfilmwettbewerb[17]

Internationale Filmfestspiele von Cannes 2021
- Nominierung für die Palme d’Or als Bester Kurzfilm (Samir Karahoda)[18]

Montpellier Mediterranean Film Festival 2021
- Auszeichnung als Bester Kurzfilm mit dem Méditerranée Métropole Grand Prix[19]

Sarajevo Film Festival 2021
- Auszeichnung mit dem Sonderpreis der Jury (Samir Karahoda)
- Nominierung als Bester Kurzfilm (Samir Karahoda)[20]